# Frigg

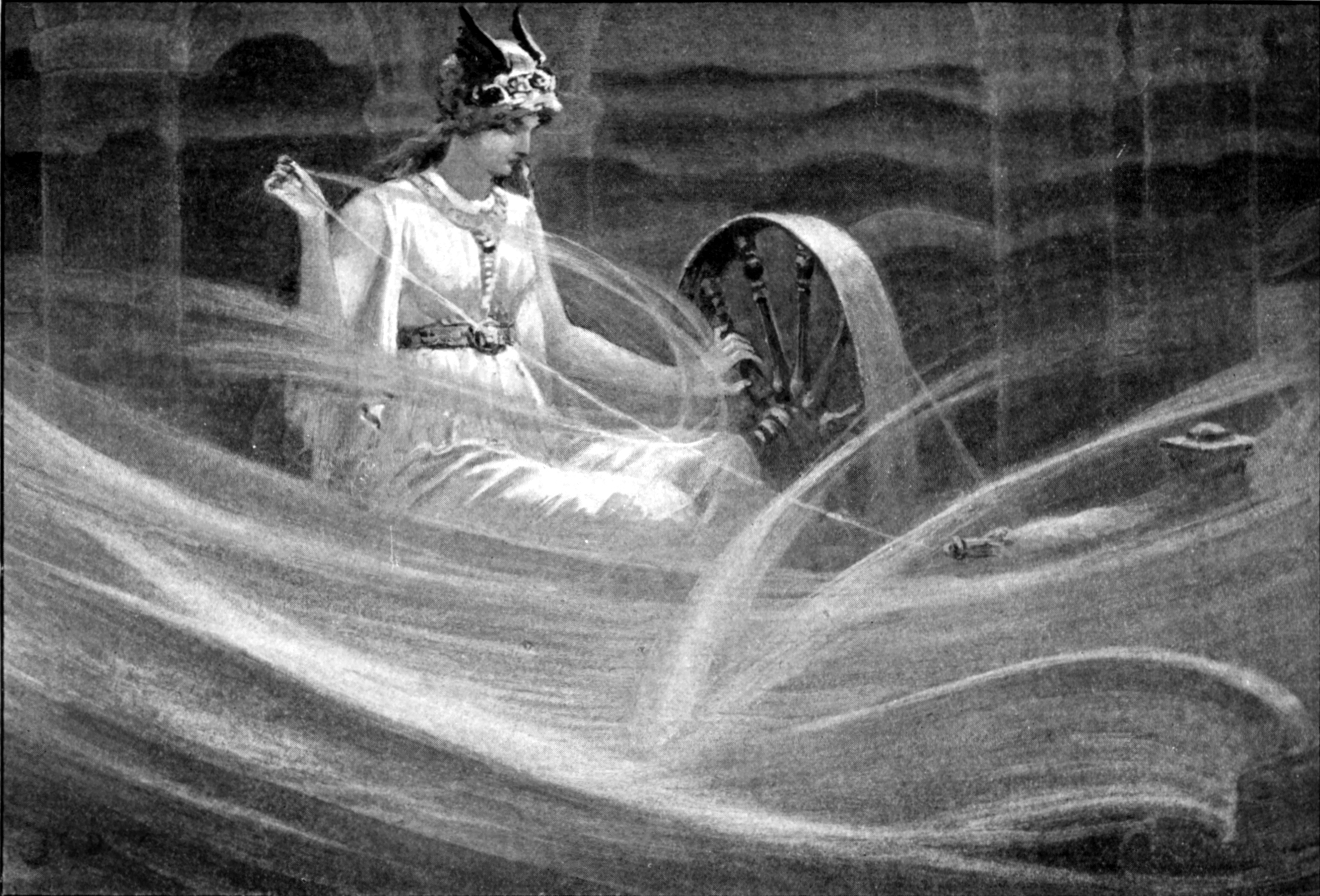
Frigg s přeslicí

Frigg je severská bohyně, dcera Fjörgynna, manželka Ódina, matka Baldrova. Je známá svou moudrostí a také tím, že svá tajemství neříká nikomu, ani svému muži. Dopředu znala a marně se snažila zvrátit tragický osud svého syna. Jako jediná z bohů zná osudy všech a může do nich v určité míře zasahovat. Popisována je jako vysoká krásná žena, vznešeného zjevu, nosící bílé šaty s volavčím nebo sokolím peřím. Je patronkou mateřství, rodinného života i manželství. Mezi její atributy patří mj. přeslice a vřeteno, protože lidstvu darovala len a prostředky na jeho zpracování. Souhvězdí Orion je proto nazýváno „Friggina přeslice“, hvězda Polárka se pak jmenuje „Vůz dámy“.

## Další jména
- Frigga
- Friggja
- Friia
- Frija
- Frīg (Frīge)
- Frika
- Sága

## Její společnice
- Fulla – panenská bohyně, Friggina důvěrnice
- Gná – Friggin posel, vlastnící koně Hófvarpniho
- Hlín – ochránkyně lidí